# JManga
JManga foi um sítio online americano e uma comunidade virtual internacional focada na promoção, distribuição e monetização de quadrinhos digitais (especificamente mangá), bem como no desenvolvimento de outros serviços relacionados a mangás. Fundada em dezembro de 2010 e apoiada pelas 36 editoras da Associação Japonesa de Quadrinhos Digitais, a JManga foi projetada para servir como uma alternativa legal aos sítios de scanlation e pirataria online. O sítio foi fechado em junho de 2013.

## História
A JManga surgiu de uma aliança estratégica entre a Crunchyroll, Inc. (uma empresa de internet especializada em streaming de mídia da Ásia Oriental) e a Bitway Co., Ltd (uma subsidiária da Toppan Printing e distribuidora de quadrinhos digitais) no verão de 2010 para criar a primeira plataforma online de mangá legal do mundo. Originalmente, o projeto foi concebido como uma maneira de explorar mecanismos de digitalização econômica e sustentável de mangás fora do Japão, com o produto final sendo uma plataforma on-line para mangás digitalizados (incluindo visualizador de mangás, integração de mídia social e um aplicativo para download para dispositivos móveis) a serem licenciados para editores e distribuidores locais.
Como originalmente concebido, os distribuidores locais teriam várias opções de como usar a plataforma JManga, com opções que vão do simples uso do visualizador ou aplicativo ao licenciamento de todo o pacote de publicação e gerenciamento on-line da Crunchyroll.
E onde a Crunchyroll trabalhou como parceiro de tecnologia para criar as ferramentas on-line para esse empreendimento, a Bitway atuaria como ligação entre os editores da Associação Japonesa de Quadrinhos Digitais e os editores/distribuidores locais para ajudar a disponibilizar conteúdo anteriormente não licenciado para aqueles que desejavam mais do que o conteúdo original. Usando seu relacionamento com muitos dos principais editores do Japão, a Bitway ajudaria os licenciados do aplicativo de mangá Crunchyroll a negociar os direitos de uma licença digital para os títulos desejados.
Naquela época, o modelo de negócios era simplesmente aumentar a indústria de mangás digitais, permitindo que as empresas existentes — e os esperançosos com capital suficiente — iniciassem uma empresa de distribuição de mangás digitais, com a parceria cortando as receitas para permitir mais fácil e rápido ritmo de desenvolvimento.

## Lançamento oficial
Mais detalhes sobre a plataforma foram disponibilizados em julho de 2011, na San Diego ComiCon 2011, onde um painel de editores japoneses de mangás falou sobre o estado dos mangás em todo o mundo, observando que o número de fãs havia aumentado na última década (conforme medido pela participação em convenções como a Anime Expo), as vendas caíram drasticamente devido a vários motivos, entre eles pirataria, falta de licenciados e perda da rede de livrarias Borders. Desde que o projeto foi anunciado pela primeira vez, o objetivo havia mudado de permitir que os licenciados iniciassem empresas de distribuição, oferecendo simplesmente uma alternativa legal aos inúmeros sítios de scanlation (tradução não autorizada de scans de mangás) que surgiram nos últimos anos.
O sítio foi disponibilizado na América do Norte em 17 de agosto de 2011, recebendo críticas bastante variadas. Embora tenha sido lançado com uma interessante seleção de títulos que provavelmente não seriam licenciados em inglês, com acesso gratuito a obras selecionadas, além de uma loja virtual que oferece títulos pagos e conteúdo bônus, como entrevistas com criadores de mangás, alguns consideraram o conteúdo disponível (48 trabalhos completos) decepcionante quando comparados com os altos preços, além de aparentarem estar aquém dos planos de ter dez mil títulos disponíveis até 2013. Além disso, o bloqueio de região do sítio e a falta de suporte para dispositivos móveis foram observados por muitos críticos, com essas mudanças da visão original não muito bem recebidas.
Notavelmente, no entanto, o sítio tem respondido às críticas e sugestões feitas através do feed do Twitter e das páginas do Facebook, assegurando aos usuários que os planos para aplicativos móveis e liberação global ainda estavam no caminho certo, além de reduzir os preços no site de 8,99 dólares para 4,99 dólares em outubro de 2011 em resposta a reclamações de usuários — uma alteração tornada permanente em novembro.
O JManga tornou-se acessível em todo o mundo em 28 de fevereiro de 2012, após uma campanha de mídia social dos usuários para remover o bloqueio de região e disponibilizar o conteúdo do site para usuários de todo o mundo.
As mudanças no modelo de pagamento foram lançadas em 22 de junho de 2012, com a JManga adicionando um plano de "pagamento conforme o uso" e removendo a distinção entre membros da JManga e membros gratuitos, permitindo que qualquer pessoa compre e use seus pontos sem uma assinatura mensal.
Além disso, em 13 de julho, em seu painel no San Diego ComiCon 2012, os aplicativos nativos para iOS e Android foram anunciados para lançamento em outubro de 2012, com a empresa também divulgando a "Manga Translation Battle", um concurso aberto a amadores e profissionais, organizado em colaboração — e patrocínio — com o Ministério de Assuntos Culturais do Japão.

## Encerramento do serviço
Em 13 de março de 2013, a JManga anunciou que estava encerrando os serviços JManga e JManga7. O serviço de assinatura JManga7 já havia sido descontinuado. A JManga parou de vender pontos e anunciou que os pontos existentes não seriam mais resgatáveis.